# Liste der Mitglieder des Deutschen Bundestages (2. Wahlperiode)
Diese Liste gibt einen Überblick über alle Mitglieder des Deutschen Bundestages der 2. Wahlperiode (1953–1957).

## Zusammensetzung
Aufgrund des Wahlergebnisses standen der CDU/CSU nur 243 Mandate zu. Noch vor dem ersten Zusammentritt des Bundestages trat der Abgeordnete Martin Heix der CDU/CSU-Bundestagsfraktion bei. Heix – CDU-Mitglied – war aufgrund einer Wahlabsprache mit der Deutschen Zentrumspartei über deren nordrhein-westfälische Landesliste in den Bundestag gewählt worden. Durch den Beitritt erreichte die CDU/CSU-Bundestagsfraktion eine absolute Mehrheit nach Mandaten.
Am 4. Januar 1957 wurde der Bundestag durch zehn weitere Abgeordnete des Saarlandes aufgestockt, die zuvor vom Landtag des Saarlandes bestimmt wurden. Damit erhöhte sich die Anzahl der voll stimmberechtigten Bundestagsabgeordneten von 487 auf 497. Von diesen zehn Abgeordneten gehörten anfangs je drei der CDU und der DPS an sowie je zwei der SPD und der CVP.
Diese und weitere Änderungen in der Zusammensetzung des 2. Deutschen Bundestages waren:
| Fraktion                                   | Beginn der Legislaturperiode | Ende der Legislaturperiode | Zugänge | Abgänge | Saldo   |
| ------------------------------------------ | ---------------------------- | -------------------------- | --- | --- | ------- |
| CDU/CSU                                    | 244 (6)                      | 255 (6)                    | 1. Rösing (Gast) 2. Meyer-Ronnenberg Gruppe Kraft/Oberländer: bis 20. März 1956 als Gäste 3. Kraft 4. Oberländer 5. Bender 6. Eckhardt 7. Gräfin Finckenstein 8. Haasler 9. Samwer Nachrücker: 10. Albrecht (Hamburg) 11. Wellhausen | 1. Kather 2. Schmidt-Wittmack 3. Graf 4. Gumrum | +11     |
| SPD                                        | 151 (11)                     | 153 (11)                   | – | – | +2      |
| FDP                                        | 48 (5)                       | 36 (3)                     | 1. Körner 2. Czermak | 1. Stegner 2. Fassbender Euler-Gruppe: 3. Euler 4. Blücher 5. Berg 6. Blank (Oberhausen) 7. Henn 8. Hepp 9. Lahr 10. von Manteuffel (Neuß) 11. Neumayer 12. Körner 13. Schäfer (Hamburg) 14. Hübner 15. Preiß 16. Preusker 17. Schneider (Lollar) 18. Wellhausen 19. Prinz zu Löwenstein | −12 (2) |
| GB/BHE                                     | 27                           | 19                         | 1. Kather 2. Stegner | 1. Meyer-Ronnenberg Gruppe Kraft/Oberländer: 2. Kraft 3. Oberländer 4. Bender 5. Eckhardt 6. Gräfin Finckenstein 7. Haasler 8. Samwer 9. Körner 10. Czermak | −8      |
| DP ab 14. März 1957: DP/FVP                | 15                           | 32 (2)                     | 1- Fassbender Zusammenschluss mit FVP: 2.–18. FVP-Fraktion 19. Prinz zu Löwenstein | – | +17 (2) |
| Demokratische Arbeitsgemeinschaft bzw. FVP | –                            | –                          | 1.–16. Euler-Gruppe s. Abgänge FDP 17. Graf 18. Gumrum | 1. Wellhausen Zusammenschluss mit FVP: 2.–18. FVP-Fraktion | –       |
| fraktionslos davon 2 Zentrum               | 2                            | 1                          | 1. Stegner 2. Schmidt-Wittmack Gruppe Kraft/Oberländer: 3.–10. s. Abgänge GB/BHE | 1. Rösing Gruppe Kraft/Oberländer: 2.–9. s. Abgänge GB/BHE 10. Schmidt-Wittmack 11. Stegner | – 1     |
| gesamt                                     | 487 (22)                     | 497 (22)                   | – | – | +10     |

 In der Klammer steht die Anzahl der Berliner Abgeordneten.

## Präsidium

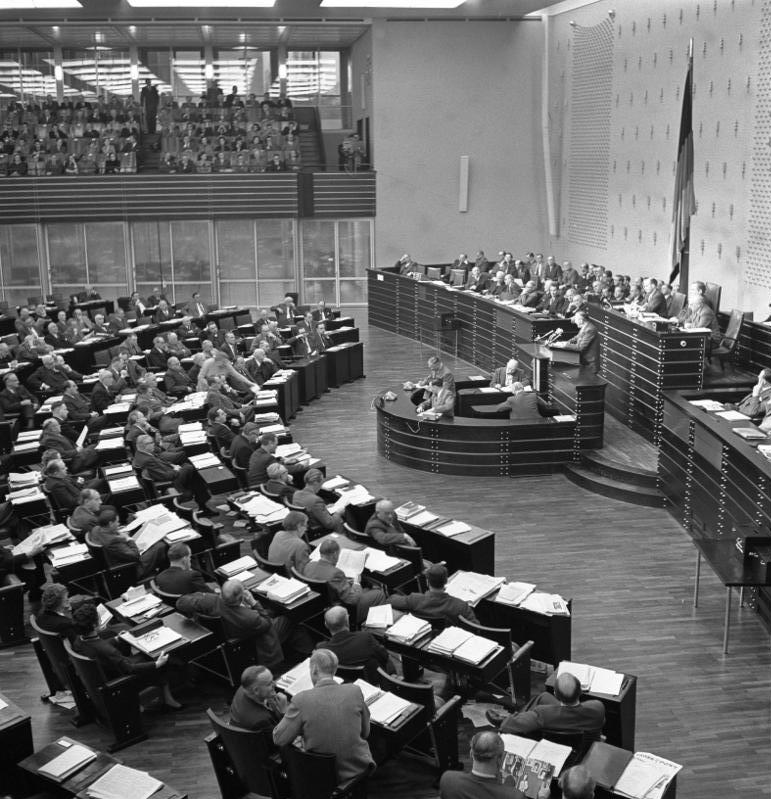
Bundestag im Dezember 1954, 1. Lesung Pariser Verträge

- Präsident des Deutschen Bundestages
Hermann Ehlers (CDU) verstorben am 29. Oktober 1954
Eugen Gerstenmaier (CDU) seit 16. November 1954

- Vizepräsidenten des Deutschen Bundestages
Carlo Schmid (SPD)
Richard Jaeger (CSU)
Hermann Schäfer (FDP) bis 20. Oktober 1953; Ludwig Schneider (FDP, später DP/FVP) ab 28. Oktober 1953
Max Becker (FDP) ab 4. Juli 1956

## Wahlen zum Präsidium

### Konstituierende Sitzung am 6. Oktober 1953
| Name                       | Partei | abgegebene Stimmen | benötigte Mehrheit | Ja          | Nein        | Enthaltungen | ungültige Stimmen |
| -------------------------- | ------ | ------------------ | ------------------ | ----------- | ----------- | ------------ | ----------------- |
| Hermann Ehlers (Präsident) | CDU    | 500                | 249                | 466         | -           | 30           | 4                 |
| Carlo Schmid               | SPD    | Akklamation        | Akklamation        | Akklamation | Akklamation | 3            | -                 |
| Hermann Schäfer            | FDP    | Akklamation        | Akklamation        | Akklamation | Akklamation | 3            | -                 |
| Richard Jaeger             | CSU    | Akklamation        | Akklamation        | Akklamation | Akklamation | 3            | -                 |

## Fraktionsvorsitzende
- CDU/CSU-Bundestagsfraktion
Heinrich von Brentano bis 7. Juni 1955
Heinrich Krone seit 15. Juni 1955

- SPD-Bundestagsfraktion
Erich Ollenhauer

- FDP-Bundestagsfraktion
Thomas Dehler bis 8. Januar 1957
Max Becker seit 8. Januar 1957

- DP-Bundestagsfraktion (bis 14. März 1957)
Hans-Joachim von Merkatz bis 11. September 1955
Ernst-Christoph Brühler seit 11. September 1955

- GB/BHE-Bundestagsfraktion
Horst Haasler bis 15. März 1955
Karl Mocker 15. März 1955 bis 26. April 1956
Erwin Feller seit 26. April 1956

- Arbeitsgemeinschaft Freier Demokraten (seit 1. März 1956)
Demokratische Arbeitsgemeinschaft (seit 15. März 1956)
FVP-Bundestagsfraktion (26. Juni 1956 bis 14. März 1957)
Ludwig Schneider

- DP/FVP-Bundestagsfraktion (ab 14. März 1957)
Ernst-Christoph Brühler gemeinsam mit
Ludwig Schneider

## Bundesregierung
- 9. Oktober 1953
Konrad Adenauer wird mit 305:148:14 Stimmen zum Bundeskanzler gewählt.
Er bildet daraufhin die folgende Regierung: Kabinett Adenauer II.

## Ausschüsse
- Der 2. Deutsche Bundestag bildete die folgenden Ausschüsse:
 Bundestagsausschüsse des 2. Deutschen Bundestages

## Abgeordnete
| Mitglied des Bundestages                          | Lebens- daten | Partei  | Bundesland/ Landesliste | Wahlkreis                           | Erst- stimmen in % | Bemerkungen |
| ------------------------------------------------- | ------------- | ------- | ----------------------- | ----------------------------------- | ------------------ | --- |
| Annemarie Ackermann                               | 1913–1994     | CDU     | Rheinland-Pfalz         |                                     |                    | |
| Konrad Adenauer                                   | 1876–1967     | CDU     | Nordrhein-Westfalen     | Bonn-Stadt und -Land                | 68,8               | |
| Johannes Albers                                   | 1890–1963     | CDU     | Nordrhein-Westfalen     | Köln III                            | 50,1               | |
| Luise Albertz                                     | 1901–1979     | SPD     | Nordrhein-Westfalen     |                                     |                    | |
| Ernst Albrecht                                    | 1914–1991     | CDU     | Hamburg                 |                                     |                    | eingetreten am 11. Mai 1956 für Karlfranz Schmidt-Wittmack |
| Lisa Albrecht                                     | 1896–1958     | SPD     | Bayern                  |                                     |                    | |
| Jakob Altmaier                                    | 1889–1963     | SPD     | Hessen                  | Hanau                               | 35,6               | |
| Josef Arndgen                                     | 1894–1966     | CDU     | Hessen                  | Limburg                             | 48,5               | |
| Adolf Arndt                                       | 1904–1974     | SPD     | Hessen                  | Hersfeld                            | 35,0               | |
| Otto Arnholz                                      | 1894–1988     | SPD     | Niedersachsen           | Stadt Braunschweig                  | 37,1               | |
| Karl Atzenroth                                    | 1895–1995     | FDP     | Rheinland-Pfalz         |                                     |                    | |
| Fritz Baade                                       | 1893–1974     | SPD     | Schleswig-Holstein      |                                     |                    | |
| Fritz Baier                                       | 1923–2012     | CDU     | Baden-Württemberg       |                                     |                    | eingetreten am 26. Juni 1956 für Eugen Leibfried |
| Hans Bals                                         | 1917–2004     | SPD     | Bayern                  |                                     |                    | |
| Wilhelm Banse                                     | 1911–1965     | SPD     | Hessen                  | Offenbach/M                         | 40,0               | |
| Heinrich Barlage                                  | 1891–1968     | CDU     | Niedersachsen           | Emsland                             | 67,1               | |
| Siegfried Bärsch                                  | 1920–2008     | SPD     | Bremen                  | Bremen-West                         | 45,2               | |
| Walter Bartram                                    | 1893–1971     | CDU     | Schleswig-Holstein      | Segeberg – Neumünster               | 51,7               | |
| Hannsheinz Bauer                                  | 1909–2005     | SPD     | Bayern                  |                                     |                    | |
| Josef Bauer                                       | 1915–1989     | CSU     | Bayern                  | Altötting                           | 45,8               | |
| Friedrich Bauereisen                              | 1895–1965     | CSU     | Bayern                  | Ansbach                             | 51,1               | |
| Bernhard Bauknecht                                | 1900–1985     | CDU     | Baden-Württemberg       | Biberach                            | 79,1               | |
| Valentin Baur                                     | 1891–1971     | SPD     | Bayern                  |                                     |                    | |
| Paul Bausch                                       | 1895–1981     | CDU     | Baden-Württemberg       | Böblingen                           | 45,6               | |
| Helmut Bazille                                    | 1920–1973     | SPD     | Baden-Württemberg       |                                     |                    | |
| Fritz Becker                                      | 1910–1983     | DP      | Hamburg                 | Hamburg III                         | 47,7               | ab 14. März 1957 DP/FVP |
| Josef Becker                                      | 1905–1996     | CDU     | Rheinland-Pfalz         | Zweibrücken                         | 49,0               | |
| Max Becker                                        | 1888–1960     | FDP     | Hessen                  |                                     |                    | |
| Arno Behrisch                                     | 1913–1989     | SPD     | Bayern                  |                                     |                    | |
| Reinhold F. Bender                                | 1908–1977     | GB/BHE  | Bayern                  |                                     |                    | ab 12. Juli 1955 fraktionslos, ab 14. Juli 1955 Gruppe Kraft/Oberländer, ab 15. Juli 1955 Gast der CDU/CSU-Fraktion, ab 20. März 1956 CDU/CSU                                                     |
| Franziska Bennemann                               | 1905–1986     | SPD     | Niedersachsen           |                                     |                    | |
| Fritz Berendsen                                   | 1904–1974     | CDU     | Nordrhein-Westfalen     | Duisburg II                         | 50,1               | |
| Hermann Berg                                      | 1905–1982     | FDP     | Nordrhein-Westfalen     |                                     |                    | eingetreten am 27. Juni 1955 für Carl Wirths, ab 23. Februar 1956 fraktionslos, ab 15. März 1956 Demokratische Arbeitsgemeinschaft (DA), ab 26. Juni 1956 FVP, ab 14. März 1957 DP/FVP            |
| Karl Bergmann                                     | 1907–1979     | SPD     | Nordrhein-Westfalen     | Essen II                            | 47,6               | |
| Bernhard Bergmeyer                                | 1897–1987     | CDU     | Nordrhein-Westfalen     |                                     |                    | |
| August Berlin                                     | 1910–1981     | SPD     | Nordrhein-Westfalen     | Detmold                             | 39,0               | |
| Emil Bettgenhäuser                                | 1906–1982     | SPD     | Rheinland-Pfalz         |                                     |                    | |
| Lucie Beyer                                       | 1914–2008     | SPD     | Hessen                  |                                     |                    | |
| Willi Birkelbach                                  | 1913–2008     | SPD     | Hessen                  |                                     |                    | |
| Otto Fürst von Bismarck                           | 1897–1975     | CDU     | Schleswig-Holstein      | Herzogtum Lauenburg                 | 48,0               | |
| Peter Blachstein                                  | 1911–1977     | SPD     | Hamburg                 |                                     |                    | |
| Martin Blank                                      | 1897–1972     | FDP     | Nordrhein-Westfalen     |                                     |                    | ab 23. Februar 1956 fraktionslos, ab 15. März 1956 Demokratische Arbeitsgemeinschaft (DA), ab 26. Juni 1956 FVP, ab 14. März 1957 DP/FVP                                                          |
| Theodor Blank                                     | 1905–1972     | CDU     | Nordrhein-Westfalen     | Borken – Bocholt – Ahaus            | 75,0               | |
| Paul Bleiß                                        | 1904–1996     | SPD     | Nordrhein-Westfalen     | Minden – Lübbecke                   | 40,4               | |
| Hildegard Bleyler                                 | 1899–1984     | CDU     | Baden-Württemberg       |                                     |                    | |
| Hans Blöcker                                      | 1898–1988     | CDU     | Schleswig-Holstein      |                                     |                    | eingetreten am 8. November 1954 für Kai-Uwe von Hassel |
| Franz Blücher                                     | 1896–1959     | FDP     | Nordrhein-Westfalen     |                                     |                    | ab 23. Februar 1956 fraktionslos, ab 15. März 1956 Demokratische Arbeitsgemeinschaft (DA), ab 26. Juni 1956 FVP, ab 14. März 1957 DP/FVP                                                          |
| Paul Bock                                         | 1890–1968     | CDU     | Schleswig-Holstein      | Lübeck                              | 42,3               | |
| Ernst von Bodelschwingh                           | 1906–1993     | CDU     | Nordrhein-Westfalen     | Unna – Hamm                         | 43,7               | |
| Franz Böhm                                        | 1895–1977     | CDU     | Hessen                  | Frankfurt/M III                     | 37,0               | |
| Johannes Böhm                                     | 1890–1957     | SPD     | Nordrhein-Westfalen     |                                     |                    | verstorben am 18. Juli 1957 |
| Franz Böhner                                      | 1889–1954     | Zentrum | Nordrhein-Westfalen     |                                     |                    | fraktionslos, verstorben am 8. Januar 1954 |
| Peter Wilhelm Brand                               | 1900–1978     | CDU     | Nordrhein-Westfalen     | Rhein-Wupper-Kreis                  | 51,9               | |
| Willy Brandt                                      | 1913–1992     | SPD     | Berlin                  |                                     |                    | |
| Aenne Brauksiepe                                  | 1912–1997     | CDU     | Nordrhein-Westfalen     | Köln I                              | 53,5               | |
| Josef Brenner                                     | 1899–1967     | CDU     | Rheinland-Pfalz         |                                     |                    | eingetreten am 5. Mai 1957 für Otto Lenz |
| Heinrich von Brentano                             | 1904–1964     | CDU     | Hessen                  | Bergstraße                          | 44,9               | |
| Wilhelm Brese                                     | 1896–1994     | CDU     | Niedersachsen           |                                     |                    | |
| Johannes Brockmann                                | 1888–1975     | Zentrum | Nordrhein-Westfalen     | Oberhausen                          | 47,2               | fraktionslos |
| Else Brökelschen                                  | 1890–1976     | CDU     | Niedersachsen           |                                     |                    | |
| Josef Brönner                                     | 1884–1958     | CDU     | Baden-Württemberg       | Crailsheim                          | 49,3               | |
| Walter Brookmann                                  | 1901–1957     | CDU     | Schleswig-Holstein      | Kiel                                | 55,6               | verstorben am 31. August 1957 |
| Valentin Brück                                    | 1911–1980     | CDU     | Nordrhein-Westfalen     |                                     |                    | ausgeschieden am 17. September 1957 |
| Ernst-Christoph Brühler                           | 1891–1961     | DP      | Baden-Württemberg       |                                     |                    | ab 14. März 1957 DP/FVP |
| August Bruse                                      | 1903–1984     | SPD     | Nordrhein-Westfalen     |                                     |                    | |
| Gerd Bucerius                                     | 1906–1995     | CDU     | Hamburg                 | Hamburg I                           | 52,9               | |
| Ewald Bucher                                      | 1914–1991     | FDP     | Baden-Württemberg       |                                     |                    | |
| Karl von Buchka                                   | 1885–1960     | CDU     | Niedersachsen           |                                     |                    | |
| Dietrich Bürkel                                   | 1905–1986     | CDU     | Nordrhein-Westfalen     |                                     |                    | |
| Alfred Burgemeister                               | 1906–1970     | CDU     | Niedersachsen           | Braunschweig-Land – Helmstedt       | 36,9               | |
| Johannes Caspers                                  | 1910–1986     | CDU     | Nordrhein-Westfalen     | Düsseldorf II                       | 49,9               | |
| Adolf Cillien                                     | 1893–1960     | CDU     | Niedersachsen           | Hildesheim-Stadt und -Land          | 45,7               | |
| Hermann Conring                                   | 1894–1989     | CDU     | Niedersachsen           | Leer                                | 56,4               | |
| Fritz Corterier                                   | 1906–1991     | SPD     | Baden-Württemberg       |                                     |                    | |
| Herbert Czaja                                     | 1914–1997     | CDU     | Baden-Württemberg       |                                     |                    | |
| Fritz Czermak                                     | 1894–1966     | GB/BHE  | Hessen                  |                                     |                    | ab 14. Juli 1955 FDP |
| Otto Dannebom                                     | 1904–1975     | SPD     | Nordrhein-Westfalen     | Dortmund III – Lünen                | 47,3               | |
| Robert Dannemann                                  | 1902–1965     | FDP     | Niedersachsen           | Oldenburg – Ammerland               | 56,5               | ausgeschieden am 1. Juli 1955 |
| Robert Daum                                       | 1889–1962     | SPD     | Nordrhein-Westfalen     |                                     |                    | |
| Thomas Dehler                                     | 1897–1967     | FDP     | Bayern                  |                                     |                    | |
| Heinrich Deist                                    | 1902–1964     | SPD     | Nordrhein-Westfalen     |                                     |                    | |
| Hans Demmelmeier                                  | 1887–1973     | CSU     | Bayern                  | Ingolstadt                          | 49,0               | |
| Georg Dewald                                      | 1892–1970     | SPD     | Bayern                  |                                     |                    | |
| Karl Diedrichsen                                  | 1895–1959     | CDU     | Schleswig-Holstein      | Oldenburg – Eutin/Süd               | 47,0               | |
| Bruno Diekmann                                    | 1897–1982     | SPD     | Schleswig-Holstein      |                                     |                    | |
| Anton Diel                                        | 1898–1959     | SPD     | Rheinland-Pfalz         |                                     |                    | |
| Maria Dietz                                       | 1894–1980     | CDU     | Rheinland-Pfalz         |                                     |                    | |
| Stefan Dittrich                                   | 1912–1988     | CSU     | Bayern                  | Deggendorf                          | 48,1               | |
| Clara Döhring                                     | 1899–1987     | SPD     | Baden-Württemberg       |                                     |                    | |
| Werner Dollinger                                  | 1918–2008     | CSU     | Bayern                  | Erlangen                            | 42,7               | |
| Anton Donhauser                                   | 1913–1987     | CSU     | Bayern                  | Amberg                              | 64,5               | |
| Wilhelm Dopatka                                   | 1919–1979     | SPD     | Nordrhein-Westfalen     |                                     |                    | eingetreten am 21. November 1955 für Gerhard Lütkens |
| Walter Drechsel                                   | 1902–1977     | FDP     | Niedersachsen           | Göttingen – Münden                  | 54,3               | |
| August Dresbach                                   | 1894–1968     | CDU     | Nordrhein-Westfalen     | Oberbergischer Kreis                | 43,6               | |
| Anton Eberhard                                    | 1892–1967     | FDP     | Rheinland-Pfalz         |                                     |                    | |
| Walter Eckhardt                                   | 1906–1994     | GB/BHE  | Bayern                  |                                     |                    | ab 12. Juli 1955 fraktionslos, ab 14. Juli 1955 Gruppe Kraft/Oberländer, ab 15. Juli 1955 Gast der CDU/CSU-Fraktion, ab 20. März 1956 CDU/CSU                                                     |
| Heinrich Eckstein                                 | 1907–1992     | CDU     | Niedersachsen           | Bersenbrück – Lingen                | 65,1               | |
| Hermann Ehlers                                    | 1904–1954     | CDU     | Niedersachsen           | Delmenhorst – Wesermarsch           | 53,8               | verstorben am 29. Oktober 1954 |
| Hermann Ehren                                     | 1894–1964     | CDU     | Nordrhein-Westfalen     |                                     |                    | |
| Rudolf Eickhoff                                   | 1902–1983     | DP      | Niedersachsen           | Diepholz – Melle – Wittlage         | 26,7               | ab 14. März 1957 DP/FVP |
| Alexander Elbrächter                              | 1908–1995     | DP      | Niedersachsen           | Hameln – Springe                    | 42,3               | ab 14. März 1957 DP/FVP |
| Martin Elsner                                     | 1900–1971     | GB/BHE  | Niedersachsen           |                                     |                    | |
| Hans Egon Engell                                  | 1897–1974     | GB/BHE  | Niedersachsen           |                                     |                    | |
| Ernst Engelbrecht-Greve                           | 1916–1990     | CDU     | Schleswig-Holstein      | Steinburg                           | 38,4               | |
| Ludwig Erhard                                     | 1897–1977     | CDU     | Baden-Württemberg       | Ulm                                 | 60,6               | |
| Fritz Erler                                       | 1913–1967     | SPD     | Baden-Württemberg       |                                     |                    | |
| Fritz Eschmann                                    | 1909–1997     | SPD     | Nordrhein-Westfalen     |                                     |                    | |
| Peter Etzenbach                                   | 1889–1976     | CDU     | Nordrhein-Westfalen     | Siegkreis                           | 64,8               | |
| August-Martin Euler                               | 1908–1966     | FDP     | Hessen                  | Fritzlar-Homberg                    | 42,8               | ab 23. Februar 1956 fraktionslos, ab 15. März 1956 Demokratische Arbeitsgemeinschaft (DA), ab 26. Juni 1956 FVP, ab 14. März 1957 DP/FVP                                                          |
| Johannes Even                                     | 1903–1964     | CDU     | Nordrhein-Westfalen     | Bergheim – Euskirchen               | 56,3               | |
| Walter Faller                                     | 1909–2003     | SPD     | Baden-Württemberg       |                                     |                    | |
| Oskar Farny                                       | 1891–1983     | CDU     | Baden-Württemberg       |                                     |                    | ausgeschieden am 11. November 1953 |
| Heinrich Fassbender                               | 1899–1971     | FDP     | Hessen                  | Waldeck                             | 52,5               | ab 18. November 1955 DP, ab 14. März 1957 DP/FVP |
| Aloys Feldmann                                    | 1897–1965     | CDU     | Nordrhein-Westfalen     | Lippstadt – Brilon                  | 66,5               | |
| Erwin Feller                                      | 1911–1991     | GB/BHE  | Baden-Württemberg       |                                     |                    | |
| Eduard Fiedler                                    | 1890–1963     | GB/BHE  | Baden-Württemberg       |                                     |                    | ausgeschieden am 13. Oktober 1953 |
| Eva Gräfin Finck von Finckenstein                 | 1903–1994     | GB/BHE  | Schleswig-Holstein      |                                     |                    | ab 12. Juli 1955 fraktionslos, ab 14. Juli 1955 Gruppe Kraft/Oberländer, ab 15. Juli 1955 Gast der CDU/CSU-Fraktion, ab 20. März 1956 CDU/CSU                                                     |
| Hermann Finckh                                    | 1910–1962     | CDU     | Baden-Württemberg       | Göppingen                           | 46,6               | |
| Erni Finselberger                                 | 1902–1993     | GB/BHE  | Niedersachsen           |                                     |                    | |
| Egon Franke                                       | 1913–1995     | SPD     | Niedersachsen           | Stadt Hannover-Nord                 | 38,8               | |
| Ludwig Franz                                      | 1922–1990     | CSU     | Bayern                  | Rosenheim                           | 41,9               | |
| Jakob Franzen                                     | 1903–1988     | CDU     | Rheinland-Pfalz         |                                     |                    | |
| Heinz Frehsee                                     | 1916–2004     | SPD     | Niedersachsen           |                                     |                    | |
| Rudolf Freidhof                                   | 1888–1983     | SPD     | Hessen                  | Eschwege                            | 39,9               | |
| Alfred Frenzel                                    | 1899–1968     | SPD     | Bayern                  |                                     |                    | |
| Ferdinand Friedensburg                            | 1886–1972     | CDU     | Berlin                  |                                     |                    | |
| Hermann Friese                                    | 1911–1996     | CDU     | Niedersachsen           |                                     |                    | |
| Lotte Friese-Korn                                 | 1899–1963     | FDP     | Nordrhein-Westfalen     |                                     |                    | |
| Konrad Frühwald                                   | 1890–1970     | FDP     | Bayern                  |                                     |                    | |
| Gustav Fuchs                                      | 1900–1969     | CSU     | Bayern                  | Bad Kissingen                       | 57,9               | |
| Friedrich Funk                                    | 1900–1963     | CSU     | Bayern                  | Schweinfurt                         | 56,3               | |
| Hans Furler                                       | 1904–1975     | CDU     | Baden-Württemberg       |                                     |                    | |
| Elisabeth Ganswindt                               | 1900–1983     | CDU     | Hamburg                 |                                     |                    | eingetreten am 9. November 1955 für Hans Griem |
| Mathilde Gantenberg                               | 1889–1975     | CDU     | Nordrhein-Westfalen     |                                     |                    | eingetreten am 8. Oktober 1956 für Eduard Orth |
| Karl Gaul                                         | 1889–1972     | FDP     | Hessen                  |                                     |                    | |
| Gustav-Adolf Gedat                                | 1903–1971     | CDU     | Baden-Württemberg       | Reutlingen                          | 51,8               | |
| Wilhelm Gefeller                                  | 1906–1983     | SPD     | Nordrhein-Westfalen     |                                     |                    | |
| Hans Geiger                                       | 1912–1986     | SPD     | Nordrhein-Westfalen     |                                     |                    | eingetreten am 1. Januar 1954 für Hermann Veit |
| Hugo Geiger                                       | 1901–1984     | CSU     | Bayern                  | Tirschenreuth                       | 54,7               | |
| Ingeborg Geisendörfer                             | 1907–2006     | CSU     | Bayern                  |                                     |                    | |
| Heinz Gemein                                      | 1906–1958     | GB/BHE  | Nordrhein-Westfalen     |                                     |                    | |
| Karl Gengler                                      | 1886–1974     | CDU     | Baden-Württemberg       | Rottweil                            | 56,6               | |
| Robert Geritzmann                                 | 1893–1969     | SPD     | Nordrhein-Westfalen     | Gelsenkirchen                       | 43,5               | |
| Heinrich Gerns                                    | 1892–1963     | CDU     | Schleswig-Holstein      | Plön – Eutin/Nord                   | 54,7               | |
| Eugen Gerstenmaier                                | 1906–1986     | CDU     | Baden-Württemberg       | Backnang                            | 41,2               | |
| Paul Gibbert                                      | 1898–1967     | CDU     | Rheinland-Pfalz         | Cochem                              | 67,2               | |
| Christian Giencke                                 | 1896–1967     | CDU     | Schleswig-Holstein      | Husum – Südtondern – Eiderstedt     | 46,7               | |
| Alfred Gille                                      | 1901–1971     | GB/BHE  | Schleswig-Holstein      |                                     |                    | |
| Heinrich Glasmeyer                                | 1893–1974     | CDU     | Nordrhein-Westfalen     |                                     |                    | |
| Alfred Gleisner                                   | 1908–1991     | SPD     | Nordrhein-Westfalen     |                                     |                    | |
| Franz Gleissner                                   | 1911–1992     | CSU     | Bayern                  | Miesbach                            | 47,0               | |
| Hermann Glüsing                                   | 1908–1981     | CDU     | Schleswig-Holstein      | Norder- und Süderdithmarschen       | 53,2               | |
| Josef Gockeln                                     | 1900–1958     | CDU     | Nordrhein-Westfalen     | Düsseldorf I                        | 58,0               | |
| Wilhelm Goldhagen                                 | 1901–1964     | CDU     | Schleswig-Holstein      | Pinneberg                           | 38,9               | |
| Hubertus von Golitschek                           | 1910–1969     | FDP     | Nordrhein-Westfalen     |                                     |                    | eingetreten am 18. April 1956 für Paul Luchtenberg |
| Wilhelm Gontrum                                   | 1910–1969     | CDU     | Hessen                  |                                     |                    | |
| Robert Görlinger                                  | 1888–1954     | SPD     | Nordrhein-Westfalen     |                                     |                    | verstorben am 10. Februar 1954 |
| Hermann Götz                                      | 1914–1987     | CDU     | Hessen                  |                                     |                    | |
| Carlo Graaff                                      | 1914–1975     | FDP     | Niedersachsen           |                                     |                    | eingetreten am 4. Juli 1955 für Robert Dannemann |
| Benno Graf                                        | 1908–1977     | CSU     | Bayern                  | München-West                        | 47,3               | ab 26. Oktober 1956 FVP, ab 14. März 1957 DP/FVP |
| Fritz Grantze                                     | 1893–1966     | CDU     | Berlin                  |                                     |                    | eingetreten am 17. November 1955 für Robert Tillmanns |
| Otto Heinrich Greve                               | 1908–1968     | SPD     | Niedersachsen           | Nienburg – Schaumburg-Lippe         | 35,6               | |
| Hans Griem                                        | 1902–1955     | CDU     | Hamburg                 | Hamburg VI                          | 49,2               | verstorben am 7. November 1955 |
| Josef Grunner                                     | 1904–1984     | SPD     | Berlin                  |                                     |                    | eingetreten am 11. Juni 1957 für Louise Schroeder, ausgeschieden am 21. Juni 1957 |
| Wilhelm Gülich                                    | 1895–1960     | SPD     | Schleswig-Holstein      |                                     |                    | |
| Otto Gumrum                                       | 1895–1966     | CSU     | Bayern                  | München-Nord                        | 47,2               | ab 26. Oktober 1956 FVP, ab 14. März 1957 DP/FVP |
| Bernhard Günther                                  | 1906–1981     | CDU     | Nordrhein-Westfalen     | Düren – Monschau – Schleiden        | 69,3               | |
| Horst Haasler                                     | 1905–1969     | GB/BHE  | Niedersachsen           |                                     |                    | ab 12. Juli 1955 fraktionslos, ab 14. Juli 1955 Gruppe Kraft/Oberländer, ab 15. Juli 1955 Gast der CDU/CSU-Fraktion, ab 20. März 1956 CDU/CSU                                                     |
| Karl Hahn                                         | 1901–1982     | CDU     | Nordrhein-Westfalen     |                                     |                    | |
| Richard Hammer                                    | 1897–1969     | FDP     | Hessen                  |                                     |                    | |
| Werner Hansen                                     | 1905–1972     | SPD     | Nordrhein-Westfalen     |                                     |                    | |
| Hermann Hansing                                   | 1908–1977     | SPD     | Bremen                  | Bremen-Ost                          | 33,8               | |
| Johann Harnischfeger                              | 1899–1984     | CDU     | Nordrhein-Westfalen     | Gladbeck – Bottrop                  | 46,7               | |
| Kai-Uwe von Hassel                                | 1913–1997     | CDU     | Schleswig-Holstein      | Schleswig – Eckernförde             | 51,4               | ausgeschieden am 4. November 1954 |
| Herbert Hauffe                                    | 1914–1997     | SPD     | Bayern                  | Bayreuth                            | 40,0               | |
| Erwin Häussler                                    | 1909–1981     | CDU     | Baden-Württemberg       | Stuttgart II (Ost)                  | 33,3               | |
| Johann Karl Heide                                 | 1897–1974     | SPD     | Nordrhein-Westfalen     |                                     |                    | |
| Rudolf-Ernst Heiland                              | 1910–1965     | SPD     | Nordrhein-Westfalen     |                                     |                    | |
| Fritz Heinrich                                    | 1921–1959     | SPD     | Nordrhein-Westfalen     |                                     |                    | |
| Margarete Heise                                   | 1911–1981     | SPD     | Berlin                  |                                     |                    | |
| Martin Heix                                       | 1903–1977     | Zentrum | Nordrhein-Westfalen     |                                     |                    | ab 23. September 1953 CDU/CSU (gehörte der Partei bereits ab 1946 an, kandidierte aber auf der Zentrums-Landesliste)                                                                              |
| Fritz Held                                        | 1901–1968     | FDP     | Nordrhein-Westfalen     |                                     |                    | eingetreten am 13. September 1954 für Friedrich Middelhauve |
| Josef Hellenbrock                                 | 1900–1977     | SPD     | Nordrhein-Westfalen     |                                     |                    | |
| Heinrich Hellwege                                 | 1908–1991     | DP      | Niedersachsen           | Stade – Bremervörde                 | 55,0               | ausgeschieden am 27. Mai 1955 |
| Fritz Hellwig                                     | 1912–2017     | CDU     | Nordrhein-Westfalen     | Remscheid – Solingen                | 38,6               | |
| Georg Graf Henckel von Donnersmarck               | 1902–1973     | CSU     | Bayern                  |                                     |                    | |
| Hans Henn                                         | 1899–1958     | FDP     | Berlin                  |                                     |                    | ab 23. Februar 1956 fraktionslos, ab 15. März 1956 Demokratische Arbeitsgemeinschaft (DA), ab 26. Juni 1956 FVP, ab 14. März 1957 DP/FVP                                                          |
| Karl Hepp                                         | 1889–1970     | FDP     | Hessen                  |                                     |                    | ab 23. Februar 1956 fraktionslos, ab 15. März 1956 Demokratische Arbeitsgemeinschaft (DA), ab 26. Juni 1956 FVP, ab 14. März 1957 DP/FVP                                                          |
| Luise Herklotz                                    | 1918–2009     | SPD     | Rheinland-Pfalz         |                                     |                    | eingetreten am 24. September 1956 für Hermann Trittelvitz |
| Hans Hermsdorf                                    | 1914–2001     | SPD     | Niedersachsen           |                                     |                    | |
| Karl Herold                                       | 1921–1977     | SPD     | Bayern                  |                                     |                    | |
| Carl Hesberg                                      | 1898–1977     | CDU     | Nordrhein-Westfalen     |                                     |                    | |
| Hellmuth Heye                                     | 1895–1970     | CDU     | Niedersachsen           | Wilhelmshaven – Friesland           | 37,8               | |
| Anton Hilbert                                     | 1898–1986     | CDU     | Baden-Württemberg       | Donaueschingen                      | 64,8               | |
| Hermann Höcherl                                   | 1912–1989     | CSU     | Bayern                  | Regensburg                          | 57,0               | |
| Wilhelm Höck                                      | 1907–1983     | CDU     | Niedersachsen           | Gandersheim – Salzgitter            | 39,9               | |
| Heinrich Höcker                                   | 1886–1962     | SPD     | Nordrhein-Westfalen     | Herford-Stadt und -Land             | 47,3               | |
| Karl Hoffmann                                     | 1901–1981     | FDP     | Baden-Württemberg       |                                     |                    | |
| Heinrich Höfler                                   | 1897–1963     | CDU     | Baden-Württemberg       | Emmendingen                         | 60,9               | |
| Franz Höhne                                       | 1904–1980     | SPD     | Bayern                  |                                     |                    | |
| Ernst Holla                                       | 1888–1963     | CDU     | Nordrhein-Westfalen     | Moers                               | 47,4               | |
| Matthias Hoogen                                   | 1904–1985     | CDU     | Nordrhein-Westfalen     | Kempen-Krefeld                      | 62,7               | |
| Fritz Wilhelm Hörauf                              | 1908–1991     | SPD     | Bayern                  |                                     |                    | |
| Michael Horlacher                                 | 1888–1957     | CSU     | Bayern                  | Forchheim                           | 56,3               | |
| Peter Horn                                        | 1891–1967     | CDU     | Hessen                  | Frankfurt/M I                       | 37,7               | |
| Elinor Hubert                                     | 1900–1973     | SPD     | Niedersachsen           | Alfeld – Holzminden                 | 39,4               | |
| Karl Hübner                                       | 1897–1965     | FDP     | Berlin                  |                                     |                    | ab 23. Februar 1956 fraktionslos, ab 15. März 1956 Demokratische Arbeitsgemeinschaft (DA), ab 26. Juni 1956 FVP, ab 14. März 1957 DP/FVP                                                          |
| Josef Hufnagel                                    | 1900–1982     | SPD     | Nordrhein-Westfalen     |                                     |                    | |
| Eugen Huth                                        | 1901–1976     | CDU     | Nordrhein-Westfalen     | Wuppertal II                        | 54,5               | |
| Margarete Hütter                                  | 1909–2003     | FDP     | Baden-Württemberg       |                                     |                    | eingetreten am 29. September 1955 für Karl Georg Pfleiderer |
| Herta Ilk                                         | 1902–1972     | FDP     | Bayern                  |                                     |                    | |
| Joseph Illerhaus                                  | 1903–1973     | CDU     | Nordrhein-Westfalen     | Rheydt – M.Gladbach – Viersen       | 66,4               | |
| Werner Jacobi                                     | 1907–1970     | SPD     | Nordrhein-Westfalen     |                                     |                    | |
| Peter Jacobs                                      | 1906–1967     | SPD     | Rheinland-Pfalz         |                                     |                    | |
| Richard Jaeger                                    | 1913–1998     | CSU     | Bayern                  | Fürstenfeldbruck                    | 51,1               | |
| Artur Jahn                                        | 1904–1983     | CDU     | Baden-Württemberg       | Stuttgart I (West)                  | 33,9               | |
| Hans Jahn                                         | 1885–1960     | SPD     | Niedersachsen           | Hannover-Land                       | 43,6               | |
| Wenzel Jaksch                                     | 1896–1966     | SPD     | Hessen                  |                                     |                    | |
| Wilhelm Jentzsch                                  | 1910–1989     | FDP     | Schleswig-Holstein      |                                     |                    | |
| Hedwig Jochmus                                    | 1899–1993     | CDU     | Baden-Württemberg       |                                     |                    | |
| Johann Peter Josten                               | 1915–2011     | CDU     | Rheinland-Pfalz         |                                     |                    | |
| Karl Kahn                                         | 1900–1966     | CSU     | Bayern                  | Burglengenfeld                      | 60,4               | |
| Georg Kahn-Ackermann                              | 1918–2008     | SPD     | Bayern                  |                                     |                    | |
| Jakob Kaiser                                      | 1888–1961     | CDU     | Nordrhein-Westfalen     | Essen III                           | 53,6               | |
| Pia Kaiser                                        | 1912–1968     | CDU     | Baden-Württemberg       |                                     |                    | eingetreten am 17. September 1956 für Eugen Maucher |
| Hellmut Kalbitzer                                 | 1913–2006     | SPD     | Hamburg                 |                                     |                    | |
| Margot Kalinke                                    | 1909–1981     | DP      | Niedersachsen           |                                     |                    | eingetreten am 3. Juni 1955 für Heinrich Hellwege, ab 14. März 1957 DP/FVP |
| Hugo Karpf                                        | 1895–1994     | CSU     | Bayern                  | Aschaffenburg                       | 54,8               | |
| Linus Kather                                      | 1893–1983     | CDU     | Nordrhein-Westfalen     |                                     |                    | ab 15. Juni 1954 GB/BHE |
| Irma Keilhack                                     | 1908–2001     | SPD     | Hamburg                 |                                     |                    | |
| Wilfried Keller                                   | 1918–1991     | GB/BHE  | Bayern                  |                                     |                    | |
| Emil Kemmer                                       | 1914–1965     | CSU     | Bayern                  | Bamberg                             | 54,4               | |
| Heinrich Kemper                                   | 1888–1962     | CDU     | Rheinland-Pfalz         | Trier                               | 67,2               | |
| Alma Kettig                                       | 1915–1997     | SPD     | Nordrhein-Westfalen     |                                     |                    | |
| Dietrich Keuning                                  | 1908–1980     | SPD     | Nordrhein-Westfalen     | Dortmund II                         | 45,6               | |
| Kurt Georg Kiesinger                              | 1904–1988     | CDU     | Baden-Württemberg       | Ravensburg                          | 76,3               | |
| Karl Alfred Kihn                                  | 1887–1976     | CSU     | Bayern                  | Würzburg                            | 54,0               | |
| Georg Richard Kinat                               | 1888–1973     | SPD     | Nordrhein-Westfalen     |                                     |                    | |
| Liesel Kipp-Kaule                                 | 1906–1992     | SPD     | Nordrhein-Westfalen     |                                     |                    | |
| Peterheinrich Kirchhoff                           | 1886–1973     | CDU     | Nordrhein-Westfalen     | Altena – Lüdenscheid                | 42,0               | |
| Wolfgang Klausner                                 | 1906–1958     | CSU     | Bayern                  | Traunstein                          | 44,1               | |
| Josef Ferdinand Kleindinst                        | 1881–1962     | CSU     | Bayern                  | Augsburg-Stadt                      | 54,3               | |
| Georg Kliesing                                    | 1911–1992     | CDU     | Nordrhein-Westfalen     |                                     |                    | |
| Gustav Klingelhöfer                               | 1888–1961     | SPD     | Berlin                  |                                     |                    | |
| Otto Klötzer                                      | 1914–1976     | GB/BHE  | Bayern                  |                                     |                    | |
| Oskar Knapp                                       | 1898–1967     | CDU     | Hessen                  |                                     |                    | |
| Ludwig Knobloch                                   | 1901–1995     | CDU     | Rheinland-Pfalz         | Neustadt an der Weinstraße          | 39,4               | |
| Jakob Koenen                                      | 1907–1974     | SPD     | Nordrhein-Westfalen     |                                     |                    | |
| Erich Köhler                                      | 1892–1958     | CDU     | Hessen                  | Obertaunuskreis                     | 34,4               | |
| Walther Kolbe                                     | 1899–1953     | CDU     | Nordrhein-Westfalen     |                                     |                    | verstorben am 25. Dezember 1953 |
| Willy Könen                                       | 1908–1980     | SPD     | Nordrhein-Westfalen     |                                     |                    | |
| Wilhelm Königswarter                              | 1890–1966     | SPD     | Berlin                  |                                     |                    | |
| Willi Koops                                       | 1896–1972     | CDU     | Niedersachsen           | Lüneburg – Dannenberg               | 25,5               | |
| Hermann Kopf                                      | 1901–1991     | CDU     | Baden-Württemberg       | Freiburg                            | 57,6               | |
| Georg Körner                                      | 1907–2002     | GB/BHE  | Nordrhein-Westfalen     |                                     |                    | ab 12. Juli 1955 fraktionslos, ab 14. Juli 1955 FDP, ab 23. Februar 1956 fraktionslos, ab 15. März 1956 Demokratische Arbeitsgemeinschaft (DA), ab 26. Juni 1956 FVP, ab 14. März 1957 DP/FVP     |
| Lisa Korspeter                                    | 1900–1992     | SPD     | Niedersachsen           | Celle                               | 25,5               | |
| Johannes Kortmann                                 | 1889–1965     | CDU     | Niedersachsen           |                                     |                    | |
| Waldemar Kraft                                    | 1898–1977     | GB/BHE  | Schleswig-Holstein      |                                     |                    | ab 12. Juli 1955 fraktionslos, ab 14. Juli 1955 Gruppe Kraft/Oberländer, ab 15. Juli 1955 Gast der CDU/CSU-Fraktion, ab 20. März 1956 CDU/CSU                                                     |
| Angelo Kramel                                     | 1903–1975     | CSU     | Bayern                  | München-Ost                         | 43,1               | |
| Karl Krammig                                      | 1908–1991     | CDU     | Bremen                  |                                     |                    | |
| Wilhelm Kratz                                     | 1905–1986     | CDU     | Saarland                |                                     |                    | eingetreten am 4. Januar 1957, ausgeschieden am 11. April 1957 |
| Gerhard Kreyssig                                  | 1899–1982     | SPD     | Bayern                  |                                     |                    | |
| Herbert Kriedemann                                | 1903–1977     | SPD     | Niedersachsen           |                                     |                    | |
| Ludwig Kroll                                      | 1915–1989     | CDU     | Baden-Württemberg       |                                     |                    | |
| Heinrich Krone                                    | 1895–1989     | CDU     | Berlin                  |                                     |                    | |
| Edeltraud Kuchtner                                | 1907–2002     | CSU     | Bayern                  |                                     |                    | |
| Walter Kühlthau                                   | 1906–1978     | CDU     | Nordrhein-Westfalen     | Essen I                             | 45,0               | |
| Heinz Kühn                                        | 1912–1992     | SPD     | Nordrhein-Westfalen     |                                     |                    | |
| Walther Kühn                                      | 1892–1962     | FDP     | Nordrhein-Westfalen     |                                     |                    | |
| Ernst Kuntscher                                   | 1899–1971     | CDU     | Niedersachsen           |                                     |                    | |
| Lothar Kunz                                       | 1892–1972     | GB/BHE  | Hessen                  |                                     |                    | |
| Johannes Kunze                                    | 1892–1959     | CDU     | Nordrhein-Westfalen     | Iserlohn-Stadt und -Land            | 49,0               | |
| Georg Kurlbaum                                    | 1902–1988     | SPD     | Bayern                  |                                     |                    | |
| Walter Kutschera                                  | 1914–1998     | GB/BHE  | Niedersachsen           |                                     |                    | |
| Artur Ladebeck                                    | 1891–1963     | SPD     | Nordrhein-Westfalen     | Bielefeld-Stadt                     | 41,8               | |
| Karl Lahr                                         | 1899–1974     | FDP     | Rheinland-Pfalz         |                                     |                    | ab 23. Februar 1956 fraktionslos, ab 15. März 1956 Demokratische Arbeitsgemeinschaft (DA), ab 26. Juni 1956 FVP, ab 14. März 1957 DP/FVP                                                          |
| Georg Lang                                        | 1913–1965     | CSU     | Bayern                  |                                     |                    | |
| Erwin Lange                                       | 1914–1991     | SPD     | Nordrhein-Westfalen     |                                     |                    | |
| Eugen Leibfried                                   | 1897–1978     | CDU     | Baden-Württemberg       | Sinsheim                            | 48,5               | ausgeschieden am 21. Juni 1956 |
| Christian Leibing                                 | 1905–1997     | CDU     | Baden-Württemberg       |                                     |                    | eingetreten am 8. August 1955 für Fritz Schuler |
| Walter Leiske                                     | 1889–1971     | CDU     | Hessen                  | Frankfurt/M II                      | 39,3               | |
| Erich Leitow                                      | 1926–2003     | SPD     | Niedersachsen           |                                     |                    | eingetreten am 3. August 1956 für Otto Ziegler |
| Ernst Lemmer                                      | 1898–1970     | CDU     | Berlin                  |                                     |                    | |
| Aloys Lenz                                        | 1910–1976     | CDU     | Nordrhein-Westfalen     | Köln-Land                           | 53,6               | |
| Hans Lenz                                         | 1907–1968     | FDP     | Baden-Württemberg       |                                     |                    | |
| Otto Lenz                                         | 1903–1957     | CDU     | Rheinland-Pfalz         | Ahrweiler                           | 71,8               | verstorben am 2. Mai 1957 |
| Franz Lenze                                       | 1910–2005     | CDU     | Nordrhein-Westfalen     | Meschede – Olpe                     | 72,9               | |
| Gottfried Leonhard                                | 1895–1983     | CDU     | Baden-Württemberg       | Karlsruhe-Land                      | 52,9               | |
| Josef Lermer                                      | 1894–1964     | CSU     | Bayern                  | Straubing                           | 52,2               | |
| Edmund Leukert                                    | 1904–1983     | CSU     | Bayern                  |                                     |                    | |
| Paul Leverkuehn                                   | 1893–1960     | CDU     | Hamburg                 |                                     |                    | |
| Heinrich Lindenberg                               | 1902–1982     | CDU     | Niedersachsen           | Harz                                | 37,0               | |
| Hermann Lindrath                                  | 1896–1960     | CDU     | Baden-Württemberg       | Mannheim-Land                       | 38,1               | |
| Gertrud Lockmann                                  | 1895–1962     | SPD     | Hamburg                 |                                     |                    | |
| Walter Löhr                                       | 1911–1976     | CDU     | Hessen                  |                                     |                    | |
| Wilhelm Lotze                                     | 1902–1983     | CDU     | Niedersachsen           |                                     |                    | eingetreten am 1. November 1954 für Hermann Ehlers |
| Hubertus Prinz zu Löwenstein-Wertheim-Freudenberg | 1906–1984     | FDP     | Nordrhein-Westfalen     |                                     |                    | ab 6. Juni 1957 fraktionslos, ab 25. Juni 1957 DP/FVP |
| Heinrich Lübke                                    | 1894–1972     | CDU     | Nordrhein-Westfalen     | Rees – Dinslaken                    | 51,3               | |
| Paul Luchtenberg                                  | 1890–1973     | FDP     | Nordrhein-Westfalen     |                                     |                    | eingetreten am 18. September 1954 für Willi Weyer, ausgeschieden am 9. April 1956 |
| Paul Lücke                                        | 1914–1976     | CDU     | Nordrhein-Westfalen     | Rheinisch-Bergischer Kreis          | 60,1               | |
| Hans August Lücker                                | 1915–2007     | CSU     | Bayern                  | Memmingen                           | 57,2               | |
| Marie-Elisabeth Lüders                            | 1878–1966     | FDP     | Berlin                  |                                     |                    | |
| Adolf Ludwig                                      | 1892–1962     | SPD     | Rheinland-Pfalz         |                                     |                    | |
| Wilhelm Adam Lulay                                | 1901–1974     | CDU     | Baden-Württemberg       |                                     |                    | |
| Gerhard Lütkens                                   | 1893–1955     | SPD     | Nordrhein-Westfalen     |                                     |                    | verstorben am 17. November 1955 |
| Friedrich Maier                                   | 1894–1960     | SPD     | Baden-Württemberg       |                                     |                    | |
| Josef Maier                                       | 1900–1985     | CDU     | Baden-Württemberg       |                                     |                    | eingetreten am 20. November 1953 für Oskar Farny |
| Reinhold Maier                                    | 1889–1971     | FDP     | Baden-Württemberg       |                                     |                    | ausgeschieden am 14. Mai 1956 |
| Ernst Majonica                                    | 1920–1997     | CDU     | Nordrhein-Westfalen     | Arnsberg – Soest                    | 61,9               | |
| Hasso von Manteuffel                              | 1897–1978     | FDP     | Nordrhein-Westfalen     |                                     |                    | ab 23. Februar 1956 fraktionslos, ab 15. März 1956 Demokratische Arbeitsgemeinschaft (DA), ab 26. Juni 1956 FVP, ab 14. März 1957 DP/FVP                                                          |
| Georg Baron Manteuffel-Szoege                     | 1889–1962     | CSU     | Bayern                  | Schwabach                           | 33,7               | |
| Robert Margulies                                  | 1908–1974     | FDP     | Baden-Württemberg       |                                     |                    | |
| Franz Marx                                        | 1903–1985     | SPD     | Bayern                  |                                     |                    | |
| Willy Massoth                                     | 1911–1978     | CDU     | Hessen                  |                                     |                    | |
| Heinz Matthes                                     | 1897–1976     | DP      | Niedersachsen           | Fallingbostel – Hoya                | 48,6               | ab 14. März 1957 DP/FVP |
| Kurt Mattick                                      | 1908–1986     | SPD     | Berlin                  |                                     |                    | |
| Oskar Matzner                                     | 1898–1980     | SPD     | Baden-Württemberg       |                                     |                    | |
| Eugen Maucher                                     | 1912–1991     | CDU     | Baden-Württemberg       |                                     |                    | ausgeschieden am 16. September 1956 |
| Adolf Mauk                                        | 1906–1983     | FDP     | Baden-Württemberg       | Heilbronn                           | 32,6               | |
| Agnes Katharina Maxsein                           | 1904–1991     | CDU     | Berlin                  |                                     |                    | |
| Hugo Mayer                                        | 1899–1968     | CDU     | Rheinland-Pfalz         | Kreuznach                           | 41,2               | |
| Karl Meitmann                                     | 1891–1971     | SPD     | Hamburg                 |                                     |                    | |
| Wilhelm Mellies                                   | 1899–1958     | SPD     | Nordrhein-Westfalen     | Lemgo                               | 48,7               | |
| Erich Mende                                       | 1916–1998     | FDP     | Nordrhein-Westfalen     |                                     |                    | |
| Josef Menke                                       | 1899–1975     | CDU     | Nordrhein-Westfalen     | Warburg – Höxter – Büren            | 71,7               | |
| Fritz Mensing                                     | 1895–1978     | CDU     | Niedersachsen           |                                     |                    | |
| Walter Menzel                                     | 1901–1963     | SPD     | Nordrhein-Westfalen     | Dortmund I                          | 44,2               | |
| Hans-Joachim von Merkatz                          | 1905–1982     | DP      | Niedersachsen           | Verden – Rotenburg – Osterholz      | 47,3               | ab 14. März 1957 DP/FVP |
| Hans Merten                                       | 1908–1967     | SPD     | Hessen                  |                                     |                    | |
| Ludwig Metzger                                    | 1902–1993     | SPD     | Hessen                  | Darmstadt                           | 42,5               | |
| Erich Meyer                                       | 1900–1968     | SPD     | Nordrhein-Westfalen     | Wattenscheid – Wanne-Eickel         | 43,3               | |
| Philipp Meyer                                     | 1896–1962     | CSU     | Bayern                  | Donauwörth                          | 59,1               | |
| Trudel Meyer                                      | 1922–1989     | SPD     | Nordrhein-Westfalen     |                                     |                    | |
| Emmy Meyer-Laule                                  | 1899–1985     | SPD     | Baden-Württemberg       |                                     |                    | |
| Rudolf Meyer-Ronnenberg                           | 1904–1973     | GB/BHE  | Niedersachsen           |                                     |                    | ab 20. August 1954 CDU/CSU |
| Friedrich Middelhauve                             | 1896–1966     | FDP     | Nordrhein-Westfalen     |                                     |                    | ausgeschieden am 10. September 1954 |
| Herwart Miessner                                  | 1911–2002     | FDP     | Niedersachsen           |                                     |                    | |
| Anton Miller                                      | 1899–1988     | CSU     | Bayern                  |                                     |                    | |
| Friedhelm Missmahl                                | 1904–1967     | SPD     | Nordrhein-Westfalen     |                                     |                    | eingetreten am 1. September 1954 für Wilhelm Tenhagen |
| Karl Mocker                                       | 1905–1996     | GB/BHE  | Baden-Württemberg       |                                     |                    | |
| Siegfried Moerchel                                | 1918–2002     | CDU     | Niedersachsen           |                                     |                    | |
| Matthias Moll                                     | 1901–1958     | SPD     | Nordrhein-Westfalen     |                                     |                    | |
| Karl Mommer                                       | 1910–1990     | SPD     | Baden-Württemberg       | Ludwigsburg                         | 28,8               | |
| Wendelin Morgenthaler                             | 1888–1963     | CDU     | Baden-Württemberg       | Rastatt                             | 65,4               | |
| Richard Muckermann                                | 1891–1981     | CDU     | Nordrhein-Westfalen     | Neuss – Grevenbroich                | 63,2               | |
| Franz Mühlenberg                                  | 1894–1976     | CDU     | Nordrhein-Westfalen     | Aachen-Land                         | 56,1               | |
| Gebhard Müller                                    | 1900–1990     | CDU     | Baden-Württemberg       | Balingen                            | 61,2               | ausgeschieden am 11. November 1953 |
| Hans Müller                                       | 1898–1974     | SPD     | Bayern                  |                                     |                    | |
| Karl Müller                                       | 1884–1964     | CDU     | Nordrhein-Westfalen     | Geilenkirchen – Erkelenz – Jülich   | 71,0               | |
| Karl Müller                                       | 1896–1966     | DP      | Niedersachsen           | Cuxhaven – Hadeln – Wesermünde      | 52,3               | ab 14. März 1957 DP/FVP |
| Willy Müller                                      | 1903–1976     | SPD     | Rheinland-Pfalz         | Worms                               | 38,7               | |
| Ernst Müller-Hermann                              | 1915–1994     | CDU     | Bremen                  |                                     |                    | |
| Franzjosef Müser                                  | 1897–1976     | CDU     | Nordrhein-Westfalen     | Bochum                              | 45,0               | |
| Frieda Nadig                                      | 1897–1970     | SPD     | Nordrhein-Westfalen     | Bielefeld – Halle                   | 42,2               | |
| Wilhelm Naegel                                    | 1904–1956     | CDU     | Niedersachsen           |                                     |                    | verstorben am 24. Mai 1956 |
| Peter Nellen                                      | 1912–1969     | CDU     | Nordrhein-Westfalen     | Münster-Stadt und -Land             | 67,7               | |
| Kurt Neubauer                                     | 1922–2012     | SPD     | Berlin                  |                                     |                    | |
| August Neuburger                                  | 1902–1999     | CDU     | Baden-Württemberg       | Bruchsal                            | 61,5               | |
| Franz Neumann                                     | 1904–1974     | SPD     | Berlin                  |                                     |                    | |
| Fritz Neumayer                                    | 1884–1973     | FDP     | Rheinland-Pfalz         |                                     |                    | ab 23. Februar 1956 fraktionslos, ab 15. März 1956 Demokratische Arbeitsgemeinschaft (DA), ab 26. Juni 1956 FVP, ab 14. März 1957 DP/FVP                                                          |
| Alois Niederalt                                   | 1911–2004     | CSU     | Bayern                  | Cham                                | 61,1               | |
| Maria Niggemeyer                                  | 1888–1968     | CDU     | Nordrhein-Westfalen     | Paderborn – Wiedenbrück             | 69,3               | |
| Theodor Oberländer                                | 1905–1998     | GB/BHE  | Bayern                  |                                     |                    | ab 12. Juli 1955 fraktionslos, ab 14. Juli 1955 Gruppe Kraft/Oberländer, ab 15. Juli 1955 Gast der CDU/CSU-Fraktion, ab 20. März 1956 CDU/CSU                                                     |
| Willy Odenthal                                    | 1896–1962     | SPD     | Rheinland-Pfalz         |                                     |                    | |
| Josef Oesterle                                    | 1899–1959     | CSU     | Bayern                  | Augsburg-Land                       | 56,3               | |
| Richard Oetzel                                    | 1901–1985     | CDU     | Nordrhein-Westfalen     |                                     |                    | |
| Fritz Ohlig                                       | 1902–1971     | SPD     | Niedersachsen           |                                     |                    | |
| Erich Ollenhauer                                  | 1901–1963     | SPD     | Niedersachsen           | Stadt Hannover-Süd                  | 51,9               | |
| Alfred Onnen                                      | 1904–1966     | FDP     | Niedersachsen           |                                     |                    | |
| Franz Op den Orth                                 | 1902–1970     | SPD     | Bayern                  |                                     |                    | |
| Eduard Orth                                       | 1902–1968     | CDU     | Rheinland-Pfalz         | Speyer                              | 54,7               | ausgeschieden am 7. Oktober 1956 |
| Ernst Paul                                        | 1897–1978     | SPD     | Baden-Württemberg       |                                     |                    | |
| Georg Pelster                                     | 1897–1963     | CDU     | Nordrhein-Westfalen     | Steinfurt – Tecklenburg             | 61,9               | |
| Luise Peter                                       | 1906–1979     | SPD     | Nordrhein-Westfalen     |                                     |                    | eingetreten am 24. Juli 1957 für Johannes Böhm |
| Georg Peters                                      | 1908–1992     | SPD     | Niedersachsen           | Aurich – Emden                      | 43,0               | |
| Helmut Petersen                                   | 1903–1982     | GB/BHE  | Nordrhein-Westfalen     |                                     |                    | |
| Robert Pferdmenges                                | 1880–1962     | CDU     | Nordrhein-Westfalen     |                                     |                    | |
| Karl Georg Pfleiderer                             | 1899–1957     | FDP     | Baden-Württemberg       | Waiblingen                          | 32,9               | ausgeschieden am 20. September 1955 |
| Elisabeth Pitz-Savelsberg                         | 1906–1996     | CDU     | Hessen                  |                                     |                    | |
| Eduard Platner                                    | 1894–1980     | CDU     | Hessen                  |                                     |                    | ab 12. Dezember 1956 DP, ab 14. März 1957 DP/FVP |
| Kurt Pohle                                        | 1899–1961     | SPD     | Schleswig-Holstein      |                                     |                    | |
| Wolfgang Pohle                                    | 1903–1971     | CDU     | Nordrhein-Westfalen     |                                     |                    | |
| Heinz Pöhler                                      | 1919–1989     | SPD     | Nordrhein-Westfalen     |                                     |                    | |
| Gisela Praetorius                                 | 1902–1981     | CDU     | Nordrhein-Westfalen     | Mülheim                             | 42,6               | |
| Ludwig Preiß                                      | 1910–1996     | FDP     | Hessen                  | Marburg                             | 33,7               | ab 23. Februar 1956 fraktionslos, ab 15. März 1956 Demokratische Arbeitsgemeinschaft (DA), ab 26. Juni 1956 FVP, ab 14. März 1957 DP/FVP                                                          |
| Ludwig Preller                                    | 1897–1974     | SPD     | Hessen                  | Kassel                              | 43,8               | |
| Carl Prennel                                      | 1901–1968     | SPD     | Bayern                  |                                     |                    | eingetreten am 9. November 1955 für Walter Sassnick |
| Victor-Emanuel Preusker                           | 1913–1991     | FDP     | Hessen                  | Wiesbaden                           | 32,4               | ab 23. Februar 1956 fraktionslos, ab 15. März 1956 Demokratische Arbeitsgemeinschaft (DA), ab 26. Juni 1956 FVP, ab 14. März 1957 DP/FVP                                                          |
| Moritz-Ernst Priebe                               | 1902–1990     | SPD     | Niedersachsen           |                                     |                    | |
| Maria Probst                                      | 1902–1967     | CSU     | Bayern                  | Karlstadt                           | 68,5               | |
| Hermann Pünder                                    | 1888–1976     | CDU     | Nordrhein-Westfalen     | Köln II                             | 54,5               | |
| Werner Pusch                                      | 1913–1988     | SPD     | Baden-Württemberg       |                                     |                    | |
| Paul Putzig                                       | 1903–1975     | SPD     | Nordrhein-Westfalen     |                                     |                    | eingetreten am 13. Februar 1954 für Robert Görlinger |
| Willy Max Rademacher                              | 1897–1971     | FDP     | Hamburg                 | Hamburg VIII                        | 52,1               | |
| Bernhard Raestrup                                 | 1880–1959     | CDU     | Nordrhein-Westfalen     | Beckum – Warendorf                  | 67,5               | |
| Hugo Rasch                                        | 1913–1960     | SPD     | Nordrhein-Westfalen     |                                     |                    | |
| Will Rasner                                       | 1920–1971     | CDU     | Schleswig-Holstein      | Flensburg                           | 59,6               | |
| Ludwig Ratzel                                     | 1915–1996     | SPD     | Baden-Württemberg       |                                     |                    | eingetreten am 15. September 1955 für Wilhelm Traub |
| Karl Regling                                      | 1907–2003     | SPD     | Schleswig-Holstein      |                                     |                    | |
| Luise Rehling                                     | 1896–1964     | CDU     | Nordrhein-Westfalen     | Hagen                               | 48,3               | |
| Reinhold Rehs                                     | 1901–1971     | SPD     | Schleswig-Holstein      |                                     |                    | |
| Willy Reichstein                                  | 1915–1978     | GB/BHE  | Bayern                  |                                     |                    | |
| Hans Reif                                         | 1899–1984     | FDP     | Berlin                  |                                     |                    | |
| Wilhelm Reitz                                     | 1904–1980     | SPD     | Hessen                  | Wetzlar                             | 30,6               | |
| Richard Reitzner                                  | 1893–1962     | SPD     | Bayern                  |                                     |                    | |
| Annemarie Renger                                  | 1919–2008     | SPD     | Schleswig-Holstein      |                                     |                    | |
| Hans Richarts                                     | 1910–1979     | CDU     | Rheinland-Pfalz         | Prüm                                | 79,6               | |
| Willi Richter                                     | 1894–1972     | SPD     | Hessen                  | Friedberg                           | 37,3               | |
| Max Freiherr Riederer von Paar                    | 1897–1964     | CSU     | Bayern                  | Pfarrkirchen                        | 54,1               | |
| Walter Rinke                                      | 1895–1983     | CSU     | Bayern                  |                                     |                    | |
| Heinrich Georg Ritzel                             | 1893–1971     | SPD     | Hessen                  | Dieburg                             | 39,9               | |
| Franz Josef Röder                                 | 1909–1979     | CDU     | Saarland                |                                     |                    | eingetreten am 4. Januar 1957 |
| Julie Rösch                                       | 1902–1984     | CDU     | Baden-Württemberg       |                                     |                    | |
| Josef Rösing                                      | 1911–1983     | Zentrum | Nordrhein-Westfalen     |                                     |                    | eingetreten am 14. Januar 1954 für Franz Böhner, fraktionslos, ab 25. Juni 1954 Gast der CDU/CSU-Fraktion, ab 6. Juni 1955 CDU/CSU                                                                |
| Margarete Rudoll                                  | 1906–1979     | SPD     | Nordrhein-Westfalen     |                                     |                    | |
| Thomas Ruf                                        | 1911–1996     | CDU     | Baden-Württemberg       | Eßlingen                            | 43,2               | |
| Heinrich-Wilhelm Ruhnke                           | 1891–1963     | SPD     | Niedersachsen           |                                     |                    | |
| Franz Ruland                                      | 1901–1964     | CVP     | Saarland                |                                     |                    | eingetreten am 4. Januar 1957, ab 23. Mai 1957 Gast der CDU/CSU-Fraktion |
| Oskar Rümmele                                     | 1890–1975     | CDU     | Baden-Württemberg       | Offenburg                           | 58,9               | |
| Hermann Runge                                     | 1902–1975     | SPD     | Nordrhein-Westfalen     |                                     |                    | |
| Wilmar Sabaß                                      | 1902–1980     | CDU     | Nordrhein-Westfalen     |                                     |                    | |
| Anton Sabel                                       | 1902–1983     | CDU     | Hessen                  | Fulda                               | 53,4               | ausgeschieden am 16. September 1957 |
| Adolf Franz Samwer                                | 1895–1958     | GB/BHE  | Baden-Württemberg       |                                     |                    | eingetreten am 15. Oktober 1953 für Eduard Fiedler, ab 12. Juli 1955 fraktionslos, ab 14. Juli 1955 Gruppe Kraft/Oberländer, ab 15. Juli 1955 Gast der CDU/CSU-Fraktion, ab 20. März 1956 CDU/CSU |
| Walter Sassnick                                   | 1895–1955     | SPD     | Bayern                  | Nürnberg                            | 41,2               | verstorben am 6. November 1955 |
| Hermann Schäfer                                   | 1892–1966     | FDP     | Hamburg                 | Hamburg IV                          | 54,9               | ab 23. Februar 1956 fraktionslos, ab 15. März 1956 Demokratische Arbeitsgemeinschaft (DA), ab 26. Juni 1956 FVP, ab 14. März 1957 DP/FVP                                                          |
| Manfred Schäfer                                   | 1921–1999     | CDU     | Saarland                |                                     |                    | eingetreten am 4. Januar 1957 |
| Fritz Schäffer                                    | 1888–1967     | CSU     | Bayern                  | Passau                              | 61,8               | |
| Marta Schanzenbach                                | 1907–1997     | SPD     | Baden-Württemberg       |                                     |                    | |
| Hugo Scharnberg                                   | 1893–1979     | CDU     | Hamburg                 | Hamburg II                          | 55,6               | |
| Walter Scheel                                     | 1919–2016     | FDP     | Nordrhein-Westfalen     |                                     |                    | |
| Ernst Schellenberg                                | 1907–1984     | SPD     | Berlin                  |                                     |                    | |
| Heinrich Scheppmann                               | 1895–1968     | CDU     | Nordrhein-Westfalen     |                                     |                    | |
| Josef Scheuren                                    | 1898–1972     | SPD     | Nordrhein-Westfalen     |                                     |                    | |
| Heinrich Schild                                   | 1895–1978     | DP      | Nordrhein-Westfalen     |                                     |                    | ab 14. März 1957 DP/FVP |
| Lambert Schill                                    | 1888–1976     | CDU     | Baden-Württemberg       | Lörrach                             | 56,9               | |
| Josef Schlick                                     | 1895–1977     | CDU     | Rheinland-Pfalz         | Mainz                               | 44,6               | |
| Hanns Schloß                                      | 1903–1986     | FDP     | Baden-Württemberg       |                                     |                    | |
| Carlo Schmid                                      | 1896–1979     | SPD     | Baden-Württemberg       | Mannheim-Stadt                      | 38,1               | |
| Helmut Schmidt                                    | 1918–2015     | SPD     | Hamburg                 |                                     |                    | |
| Martin Schmidt                                    | 1914–2002     | SPD     | Niedersachsen           | Northeim – Einbeck – Duderstadt     | 30,7               | |
| Karlfranz Schmidt-Wittmack                        | 1914–1987     | CDU     | Hamburg                 |                                     |                    | ab 22. August 1954 fraktionslos, Mandatsverlust am 23. Februar 1956, endgültig ausgeschieden durch Entscheidung des Bundesverfassungsgerichts                                                     |
| Hermann Schmitt                                   | 1923–1979     | SPD     | Hessen                  | Groß-Gerau                          | 38,8               | |
| Kurt Schmücker                                    | 1919–1996     | CDU     | Niedersachsen           | Vechta – Cloppenburg                | 77,7               | |
| Franz Schneider                                   | 1920–1985     | CVP     | Saarland                |                                     |                    | eingetreten am 4. Januar 1957, fraktionslos, ab 23. Mai 1957 Gast der CDU/CSU-Fraktion |
| Georg Schneider                                   | 1892–1977     | CDU     | Hamburg                 |                                     |                    | |
| Heinrich Schneider                                | 1907–1974     | DPS     | Saarland                |                                     |                    | eingetreten am 4. Januar 1957, Gast der FDP-Fraktion |
| Herbert Schneider                                 | 1915–1995     | DP      | Bremen                  |                                     |                    | ab 14. März 1957 DP/FVP |
| Ludwig Schneider                                  | 1898–1978     | FDP     | Hessen                  | Gießen                              | 34,1               | ab 23. Februar 1956 fraktionslos, ab 15. März 1956 Demokratische Arbeitsgemeinschaft (DA), ab 26. Juni 1956 FVP, ab 14. März 1957 DP/FVP                                                          |
| Erwin Schoettle                                   | 1899–1976     | SPD     | Baden-Württemberg       |                                     |                    | |
| Joachim Schöne                                    | 1906–1967     | SPD     | Niedersachsen           | Peine – Gifhorn                     | 30,0               | |
| Rudolf Schrader                                   | 1908–1991     | CDU     | Niedersachsen           | Wolfenbüttel – Goslar-Land          | 43,7               | |
| Helmuth Schranz                                   | 1897–1968     | DP      | Hessen                  |                                     |                    | ab 14. März 1957 DP/FVP |
| Nikolaus Schreiner                                | 1914–2007     | SPD     | Saarland                |                                     |                    | eingetreten am 4. Januar 1957 |
| Louise Schroeder                                  | 1887–1957     | SPD     | Berlin                  |                                     |                    | verstorben am 4. Juni 1957 |
| Gerhard Schröder                                  | 1910–1989     | CDU     | Nordrhein-Westfalen     | Düsseldorf-Mettmann                 | 52,0               | |
| Richard Schröter                                  | 1892–1977     | SPD     | Berlin                  |                                     |                    | |
| Hans Schuberth                                    | 1897–1976     | CSU     | Bayern                  | Landshut                            | 49,7               | |
| Fritz Schuler                                     | 1885–1955     | CDU     | Baden-Württemberg       | Calw                                | 43,2               | verstorben am 30. Juli 1955 |
| Hubert Schulze Pellengahr                         | 1899–1985     | CDU     | Nordrhein-Westfalen     | Lüdinghausen – Coesfeld             | 69,6               | |
| Josef Schüttler                                   | 1902–1972     | CDU     | Baden-Württemberg       | Konstanz                            | 63,8               | |
| Hans Schütz                                       | 1901–1982     | CSU     | Bayern                  | Dillingen                           | 52,2               | |
| Hermann Schwann                                   | 1899–1977     | FDP     | Nordrhein-Westfalen     |                                     |                    | |
| Werner Schwarz                                    | 1900–1982     | CDU     | Schleswig-Holstein      | Stormarn                            | 45,0               | |
| Elisabeth Schwarzhaupt                            | 1901–1986     | CDU     | Hessen                  |                                     |                    | |
| Erich Schwertner                                  | 1918–1965     | DPS     | Saarland                |                                     |                    | eingetreten am 4. Januar 1957, ab 8. Januar 1957 Gast der FDP-Fraktion |
| Hans-Christoph Seebohm                            | 1903–1967     | DP      | Niedersachsen           | Harburg – Soltau                    | 51,4               | ab 14. März 1957 DP/FVP |
| Roland Seffrin                                    | 1905–1985     | CDU     | Hamburg                 |                                     |                    | |
| Frank Seiboth                                     | 1912–1994     | GB/BHE  | Hessen                  |                                     |                    | |
| Max Seidel                                        | 1906–1983     | SPD     | Bayern                  | Nürnberg – Fürth                    | 40,7               | |
| Franz Seidl                                       | 1911–1992     | CSU     | Bayern                  | München-Land                        | 45,1               | |
| Max Seither                                       | 1914–2003     | SPD     | Rheinland-Pfalz         |                                     |                    | |
| Günther Serres                                    | 1910–1981     | CDU     | Nordrhein-Westfalen     | Krefeld                             | 55,1               | |
| Walter Seuffert                                   | 1907–1989     | SPD     | Bayern                  |                                     |                    | |
| Theodor Siebel                                    | 1897–1975     | CDU     | Nordrhein-Westfalen     | Siegen-Stadt und -Land Wittgenstein | 46,2               | |
| J. Hermann Siemer                                 | 1902–1996     | CDU     | Niedersachsen           |                                     |                    | |
| Emil Solke                                        | 1916–1999     | CDU     | Nordrhein-Westfalen     | Geldern – Kleve                     | 73,2               | |
| Paul Sornik                                       | 1900–1982     | GB/BHE  | Bayern                  |                                     |                    | |
| August Spies                                      | 1893–1972     | CDU     | Rheinland-Pfalz         | Kaiserslautern                      | 37,8               | |
| Josef Spies                                       | 1906–1985     | CSU     | Bayern                  | Kaufbeuren                          | 57,7               | |
| Max Spörl                                         | 1909–1997     | CSU     | Bayern                  | Kulmbach                            | 51,8               | |
| Karl Graf von Spreti                              | 1907–1970     | CSU     | Bayern                  | Kempten                             | 61,7               | ausgeschieden am 5. März 1956 |
| Ernst Srock                                       | 1916–1998     | GB/BHE  | Niedersachsen           |                                     |                    | |
| Willy Stahl                                       | 1903–1989     | FDP     | Baden-Württemberg       |                                     |                    | |
| Wolfgang Stammberger                              | 1920–1982     | FDP     | Bayern                  | Coburg                              | 52,8               | |
| Heinz Starke                                      | 1911–2001     | FDP     | Bayern                  | Hof                                 | 44,6               | |
| Robert Stauch                                     | 1898–1981     | CDU     | Rheinland-Pfalz         | Westerburg                          | 54,1               | |
| Artur Stegner                                     | 1907–1986     | FDP     | Niedersachsen           |                                     |                    | ab 13. Januar 1954 fraktionslos, ab 6. Februar 1957 GB/BHE |
| Viktoria Steinbiß                                 | 1892–1971     | CDU     | Nordrhein-Westfalen     |                                     |                    | |
| Karl Steinhauer                                   | 1902–1981     | CDU     | Saarland                |                                     |                    | eingetreten am 12. April 1957 für Wilhelm Kratz |
| Georg Stierle                                     | 1897–1979     | SPD     | Hessen                  |                                     |                    | |
| Georg Stiller                                     | 1907–1992     | CSU     | Bayern                  |                                     |                    | |
| Josef Stingl                                      | 1919–2004     | CDU     | Berlin                  |                                     |                    | |
| Anton Storch                                      | 1892–1975     | CDU     | Niedersachsen           | Osnabrück-Stadt und -Land           | 52,1               | |
| Leo Storm                                         | 1908–1981     | CDU     | Nordrhein-Westfalen     | Duisburg I                          | 44,1               | |
| Heinrich Sträter                                  | 1891–1968     | SPD     | Nordrhein-Westfalen     | Ennepe-Ruhr – Witten                | 43,1               | |
| Franz Josef Strauß                                | 1915–1988     | CSU     | Bayern                  | Weilheim                            | 52,3               | |
| Käte Strobel                                      | 1907–1996     | SPD     | Bayern                  |                                     |                    | |
| Johannes-Helmut Strosche                          | 1912–1996     | GB/BHE  | Bayern                  |                                     |                    | |
| Detlef Struve                                     | 1903–1987     | CDU     | Schleswig-Holstein      | Rendsburg                           | 55,1               | |
| Richard Stücklen                                  | 1916–2002     | CSU     | Bayern                  | Weißenburg                          | 69,9               | |
| Ferdinand Stümer                                  | 1922–2010     | SPD     | Niedersachsen           |                                     |                    | eingetreten am 30. März 1954 für Ernst Winter |
| Franz Tausch-Treml                                | 1901–1986     | SPD     | Berlin                  |                                     |                    | eingetreten am 25. Juni 1957 für Josef Grunner |
| Wilhelm Tenhagen                                  | 1911–1954     | SPD     | Nordrhein-Westfalen     |                                     |                    | verstorben am 22. August 1954 |
| Theodor Teriete                                   | 1907–1971     | CDU     | Nordrhein-Westfalen     |                                     |                    | |
| Willy Thieme                                      | 1912–1979     | SPD     | Bayern                  |                                     |                    | |
| Johann Thies                                      | 1898–1969     | CDU     | Niedersachsen           |                                     |                    | eingetreten am 30. Mai 1956 für Wilhelm Naegel |
| Robert Tillmanns                                  | 1896–1955     | CDU     | Berlin                  |                                     |                    | verstorben am 12. November 1955 |
| Wilhelm Traub                                     | 1914–1998     | SPD     | Baden-Württemberg       |                                     |                    | ausgeschieden am 8. September 1955 |
| Hermann Trittelvitz                               | 1909–1970     | SPD     | Rheinland-Pfalz         |                                     |                    | ausgeschieden am 12. September 1956 |
| Franz Xaver Unertl                                | 1911–1970     | CSU     | Bayern                  | Vilshofen                           | 50,0               | |
| Franz Varelmann                                   | 1904–1978     | CDU     | Niedersachsen           |                                     |                    | |
| Hermann Veit                                      | 1897–1973     | SPD     | Baden-Württemberg       |                                     |                    | ausgeschieden am 10. Dezember 1953 |
| Elisabeth Vietje                                  | 1902–1963     | CDU     | Niedersachsen           |                                     |                    | |
| Rudolf Vogel                                      | 1906–1991     | CDU     | Baden-Württemberg       | Aalen                               | 59,8               | |
| Heinrich Voß                                      | 1909–1982     | CDU     | Nordrhein-Westfalen     |                                     |                    | |
| Gerhard Wacher                                    | 1916–1990     | CSU     | Bayern                  |                                     |                    | |
| Oskar Wacker                                      | 1898–1972     | CDU     | Baden-Württemberg       | Tauberbischofsheim                  | 63,4               | |
| Friedrich Wilhelm Wagner                          | 1894–1971     | SPD     | Rheinland-Pfalz         | Ludwigshafen                        | 43,3               | |
| Josef Wagner                                      | 1892–1979     | SPD     | Bayern                  |                                     |                    | |
| Eduard Wahl                                       | 1903–1985     | CDU     | Baden-Württemberg       | Heidelberg                          | 48,3               | |
| Albert Walter                                     | 1885–1980     | DP      | Hamburg                 | Hamburg V                           | 47,6               | ab 14. März 1957 DP/FVP |
| Karl Walz                                         | 1900–1990     | CDU     | Rheinland-Pfalz         |                                     |                    | |
| Fritz Weber                                       | 1911–1998     | FDP     | Baden-Württemberg       |                                     |                    | eingetreten am 15. Mai 1956 für Reinhold Maier |
| Helene Weber                                      | 1881–1962     | CDU     | Nordrhein-Westfalen     | Aachen-Stadt                        | 57,7               | |
| Karl Weber                                        | 1898–1985     | CDU     | Rheinland-Pfalz         | Koblenz                             | 62,1               | |
| Fritz Wedel                                       | 1916–1964     | DPS     | Saarland                |                                     |                    | eingetreten am 4. Januar 1957, fraktionslos, ab 8. Januar 1957 Gast der FDP-Fraktion |
| Heinrich Wehking                                  | 1899–1984     | CDU     | Nordrhein-Westfalen     |                                     |                    | |
| Herbert Wehner                                    | 1906–1990     | SPD     | Hamburg                 | Hamburg VII                         | 49,0               | |
| Philipp Wehr                                      | 1906–1960     | SPD     | Bremen                  | Bremerhaven – Bremen-Nord           | 39,2               | |
| Erwin Welke                                       | 1910–1989     | SPD     | Nordrhein-Westfalen     |                                     |                    | |
| Hans Wellhausen                                   | 1894–1964     | FDP     | Bayern                  |                                     |                    | ab 23. Februar 1956 fraktionslos, ab 15. März 1956 Demokratische Arbeitsgemeinschaft (DA), ab 23. Juni 1956 CDU/CSU                                                                               |
| Friedrich Welskop                                 | 1898–1977     | CDU     | Nordrhein-Westfalen     | Herne – Castrop-Rauxel              | 44,2               | |
| Emmi Welter                                       | 1887–1971     | CDU     | Nordrhein-Westfalen     |                                     |                    | eingetreten am 4. Januar 1954 für Walther Kolbe |
| Ernst Weltner                                     | 1898–1969     | SPD     | Niedersachsen           | Neustadt – Grafschaft Schaumburg    | 35,1               | |
| Fritz Wenzel                                      | 1910–19??     | SPD     | Niedersachsen           |                                     |                    | |
| Friedrich Werber                                  | 1901–1981     | CDU     | Baden-Württemberg       | Karlsruhe-Stadt                     | 48,0               | |
| Willi Weyer                                       | 1917–1987     | FDP     | Nordrhein-Westfalen     |                                     |                    | ausgeschieden am 17. September 1954 |
| Hugo Wiedeck                                      | 1910–1973     | CDU     | Nordrhein-Westfalen     |                                     |                    | |
| Karl Wienand                                      | 1926–2011     | SPD     | Nordrhein-Westfalen     |                                     |                    | |
| Karl Wieninger                                    | 1905–1999     | CSU     | Bayern                  | München-Süd                         | 48,9               | |
| Hans-Peter Will                                   | 1899–1990     | SPD     | Saarland                |                                     |                    | eingetreten am 4. Januar 1957 |
| Rudolf Will                                       | 1893–1963     | FDP     | Berlin                  |                                     |                    | |
| Friedrich Wilhelm Willeke                         | 1893–1965     | CDU     | Nordrhein-Westfalen     | Recklinghausen-Land                 | 54,3               | |
| Heinrich Windelen                                 | 1921–2015     | CDU     | Nordrhein-Westfalen     |                                     |                    | eingetreten am 28. September 1957 für Valentin Brück |
| Bernhard Winkelheide                              | 1908–1988     | CDU     | Nordrhein-Westfalen     | Recklinghausen-Stadt                | 49,4               | |
| Ernst Winter                                      | 1888–1954     | SPD     | Niedersachsen           |                                     |                    | verstorben am 7. März 1954 |
| Friedrich Winter                                  | 1902–1982     | CSU     | Bayern                  |                                     |                    | eingetreten am 6. März 1956 für Karl Graf von Spreti |
| Carl Wirths                                       | 1897–1955     | FDP     | Nordrhein-Westfalen     | Wuppertal I                         | 50,5               | verstorben am 16. Juni 1955 |
| Otto Wittenburg                                   | 1891–1976     | DP      | Schleswig-Holstein      |                                     |                    | ab 14. März 1957 DP/FVP |
| Franz Wittmann                                    | 1895–1975     | CSU     | Bayern                  |                                     |                    | |
| Karl Wittrock                                     | 1917–2000     | SPD     | Hessen                  |                                     |                    | |
| Albert Wolf                                       | 1916–1986     | CDU     | Baden-Württemberg       |                                     |                    | eingetreten am 13. November 1953 für Gebhard Müller |
| Jeanette Wolff                                    | 1888–1976     | SPD     | Berlin                  |                                     |                    | |
| Franz-Josef Wuermeling                            | 1900–1986     | CDU     | Rheinland-Pfalz         | Altenkirchen (Westerwald)           | 56,2               | |
| Heinrich Wullenhaupt                              | 1903–1985     | CDU     | Nordrhein-Westfalen     |                                     |                    | |
| Otto Ziegler                                      | 1895–1956     | SPD     | Niedersachsen           |                                     |                    | verstorben am 27. Juli 1956 |
| Heinrich Zimmermann                               | 1893–1963     | DP      | Niedersachsen           | Uelzen                              | 27,5               | ab 14. März 1957 DP/FVP |
| Ernst Zühlke                                      | 1895–1976     | SPD     | Bayern                  |                                     |                    | |